# Typhlacontias ngamiensis
Typhlacontias ngamiensis är en ödleart som beskrevs av  Vivian William Maynard Fitzsimons 1932. Typhlacontias ngamiensis ingår i släktet Typhlacontias och familjen skinkar. Inga underarter finns listade i Catalogue of Life.